# جنیس هیپ
جنیس هیپ (به انگلیسی: Janis Hape) (زادهٔ ۱۰ مارس ۱۹۵۸ – درگذشتهٔ ۷ مارس ۲۰۲۱) شناگر اهل ایالات متحده آمریکا بود.